# گوی بلورین
گوی بلورین (انگلیسی: Crystal Globe) جایزهٔ اصلی جشنواره فیلم کارلووی واری و اولین‌بار در شهر کارلووی واری در سال ۱۹۴۸ در جمهوری چک اهدا شد.